# Idaea determinata
Idaea determinata är en fjärilsart som beskrevs av Otto Staudinger 1876. Idaea determinata ingår i släktet Idaea och familjen mätare. Inga underarter finns listade i Catalogue of Life.